# James Kennedy
Dennis James Kennedy (ur. 3 listopada 1930 w Auguście w stanie Georgia, zm. 5 września 2007 w Fort Lauderdale na Florydzie) – amerykański pastor kościoła prezbiteriańskiego, założyciel organizacji ewangelizacyjnej Coral Ridge Ministries.
Posługę zaczynał w 1959 r., w parafii Coral Ridge. Był założycielem centrum misyjnego Evangelism Explosion, oraz założycielem i prezydentem Coral Ridge Ministries - medialnej organizacji ewangelizacyjnej. Cieszył się w USA opinią jednego z najbardziej wpływowych liderów ewangelikalnego chrześcijaństwa. Był zwolennikiem dominionizmu.
Ze służby duszpasterskiej i parafialnej Kennedy wycofał się na kilka dni przed śmiercią 26 sierpnia 2007 r., o czym poinformowała córka duchownego, Jennifer Kennedy Cassidy.